# Rio Salaqui
O rio Salaqui é um curso de água sul-americano que banha a Colômbia.